# Burgstelle Heidegg
Die Burgstelle Heidegg ist eine abgegangene vermutlich hochmittelalterliche Höhenburg in Embrach im Kanton Zürich in der Schweiz. Sie ist als Kulturgut von regionaler Bedeutung eingestuft.

## Lage
Die Burgstelle befindet sich auf einem ovalen Hügel am östlichen Abhang des Dättenbergs auf 552 m ü. M., der von den beiden Bächläufen Oberzelgbach und Stampfenbach eingeschlossen ist. Sie liegt ungefähr einen Kilometer westlich des Ortszentrums von Embrach und ist am einfachsten vom Parkplatz am Römerweg in Eschenmosen in einem zwanzig minütigen Fussmarsch zu erreichen. In der Nähe der Burgstelle befindet sich der Landwirtschaftsbetrieb Burghof.

## Geschichte
Die Geschichte der Burgstelle ist unklar, weil sie in den mittelalterlichen Schriftquellen nicht erwähnt wird. Die erste Erwähnung ist in der Chronik der alten Eidgenossenschaft von Johannes Stumpf zu finden, die 1548 herausgegeben wurde. In ihr wird die Heydegk als alte zerstörte Burgstelle erwähnt, die ein eigenes Adelsgeschlecht hatte, das aber ausgestorben sei.
Der Chronist Johann Heinrich Bluntschli weist die Burgstelle in der 1742 erschienenen Memorabilia Tigurina den auf der Wagenburg bei Oberembrach ansässigen Herren von Heidegg zu. Diese Verbindung wird angezweifelt, weil das aus dem Seetal eingeheiratete Geschlecht erst gegen Ende des 13. Jahrhunderts im Embrachertal aktiv wurde und es sehr unwahrscheinlich ist, dass in den Quellen aus dieser Zeit von der Gründung der Burg nichts erwähnt wird. Die Burg stand auf dem Grund des Embracher Chorherrenstifts St. Peter, dessen Propst Johannes von Heidegg war, wird aber in dessen Quellenbelegen nie erwähnt.
Andere Forscher stellten die Thesen auf, dass es sich um eine Wehranlage aus der Bronzezeit oder um einen Wachturm aus der Römerzeit handeln könnte. Obwohl 1885 römische Münzen in der Nähe der Burgstelle gefunden wurden, ist letztere These unwahrscheinlich, weil in der Nähe kein bedeutender Verkehrsweg vorbeiführte und die Burgstelle keine Ähnlichkeiten zu anderen römischen Befestigungsanlagen entlang des Rheins aufweist.
Wahrscheinlicher ist die These, dass die Burgstelle Reste einer im Hochmittelalter von einer Rodungsherrschaft gebauten Burg sind, die aber nach kurzer Zeit wieder aufgegeben wurde – ähnlich wie das auch bei der Ruine Bernegg am Bachtel der Fall war. Der Name Heidegg könnte von dem Geschlecht auf der Wagenburg übernommen worden sein, falls dieses die Burg nach dem Aussterben der Burgleute im 13. Jh. übernommen hatte.
Ende des 19. Jahrhunderts wollten private Forscher am Burghügel nach Schätzen suchen, ob der Anfrage stattgegeben wurde, ist unbekannt. In den Jahren 2014 und 2015 vermass die Kantonsarchäologie Zürich die Anlage. Sie fand in der Umgebung Hinweise auf frühere landwirtschaftlicher Nutzung wie Terrassierungen, alte Feldgrenzen und Spuren von Weinbau. Es gab aber keine neuen Hinweise auf die Zeit der Burggründung.

## Erhaltene Reste
An der Burgstelle sind keine Mauerreste erhalten. Der auf der Südseite liegende zwölf Meter hohe Schildwall ist der auffälligste Teil der Anlage. Vor diesem liegt ein breiter halbkreisförmiger Halsgraben. Auf der West-, Nord- und Ostseite ist die Burgstelle durch das steil abfallende Gelände geschützt. Hinter dem Schildwall befindet sich ein kleiner Zwischengraben, die Gebäude standen auf einer 40 auf 40 Meter messenden Plateau. Zwei Vertiefungen in der Fläche könnten von Kellerräumen oder von einer Zisterne stammen.